# Plan hôpital 2007
Le plan hôpital 2007 est une série de mesures annoncées en France le 4 septembre 2003, visant à moderniser l’offre de soins. Il s’agit notamment de réduire l’augmentation des dépenses de santé qui ne cesse de croître depuis plusieurs décennies. 
On retrouve parmi ces mesures l’instauration de :
- la nouvelle gouvernance hospitalière, avec l’amélioration de la concertation direction / médecins dans la prise de décision stratégique ainsi que le développement de la souplesse de fonctionnement et de la responsabilité médico-économique des services (création des pôles d’activité);

- la tarification à l'activité, visant à lier les moyens d’un établissement (dépenses) à son activité (recettes tirées des tarifs nationaux par pathologies).

Depuis le 13 février 2007, succède au plan hôpital 2007, le plan hôpital 2012 annoncé par le ministre de santé Xavier Bertrand.